# Joos van Wassenhove

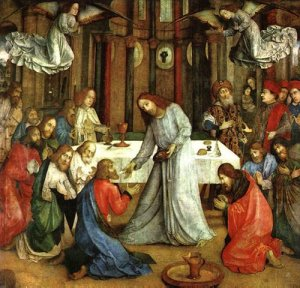
Instelling van de eucharistie (±1474), Galleria Nazionale delle Marche, Urbino

Joos van Wassenhove (ca. 1430 - na 1480), was een kunstschilder uit de Zuidelijke Nederlanden. Hij was tot 1470 actief in Antwerpen en Gent. Joos van Wassenhove wordt vereenzelvigd met Giusto da Guanto, hoewel sommige kunsthistorici zich hier radicaal tegen verzetten.
Giusto da Guanto werd samen met een aantal andere Vlaamse schilders die in Italië werkten, vernoemd door Giorgio Vasari in zijn Le Vite, Hij vermeldde dat ze nog steeds in Vlaamse stijl schilderden. Als het om dezelfde schilder gaat is Justus van Gent een alias voor Joos van Wassenhove.

## Biografische elementen
Joos van Wassenhove werd geboren in de Zuidelijke-Nederlanden en verwierf in 1460 het meesterschap in Antwerpen waar hij lid was van het Sint-Lucasgilde. In 1464 is hij terug te vinden in Gent als vrijmeester in het Gentse schildersambacht. Op 5 mei 1467 staat hij borg voor Hugo van der Goes bij diens toetreding tot de Gentse gilde. In 1469 doet hij dat ook voor Alexander Bening en Agnes van den Bossche. We hebben geen gegevens over zijn geboorteplaats en de kunsthistorici zijn niet zeker over de plaats van overlijden.

## Werk
In 1467-1468 wordt hij betaald voor het schilderen van 40 wapenborden van paus Paulus II die in Sint-Baafs en aan de stadspoorten werden geplaatst ter gelegenheid van het bezoek van de kardinaal-legaat, om de paus te vieren die een bijzondere aflaat had verleend aan Gent. Omstreeks 1470 zou hij zich in Rome gevestigd hebben en in 1472 trad hij in dienst van Federico da Montefeltro in Urbino, waar hij in 1473 in de archieven vermeld werd als Giusto da Gand. Hij was werkzaam aan het hof van de hertog tot 1476.
Men is niet zeker of hij na 1476 in Italië bleef of terugkeerde naar Gent. Een muurschildering die men in 1905 ontdekte in het huis van de heer van Wesemael te Gent toont belangrijke overeenkomsten met de Communie van de Apostelen die Justus van Gent schilderde in Italië.

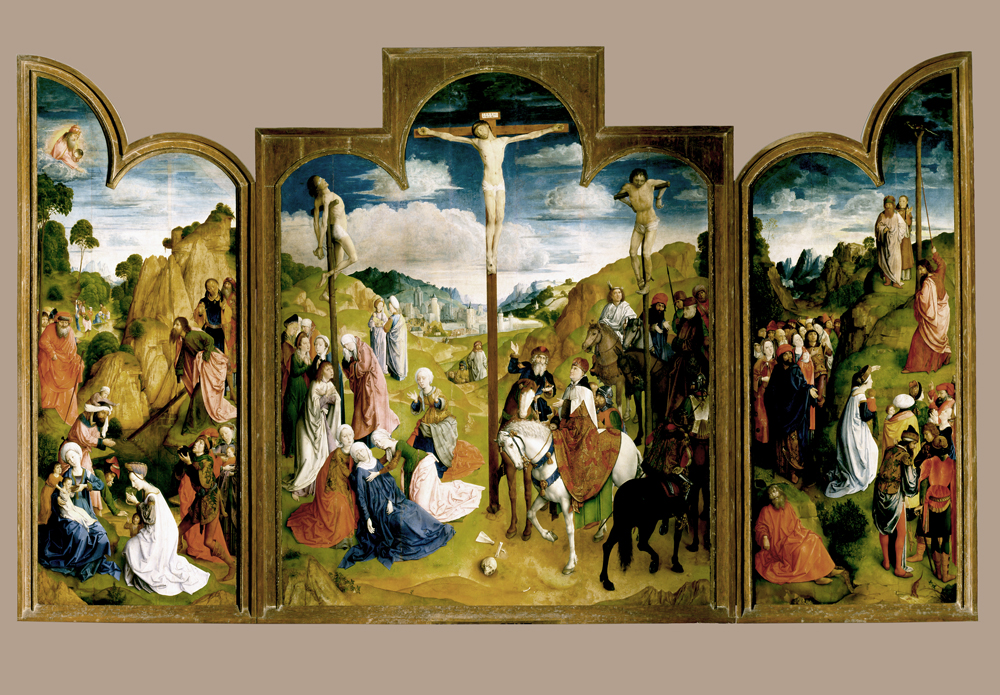
Triptiek met de Kruisiging, Sint-Baafskathedraal, Gent

## Werken
- Triptiek met de Kruisiging, Sint-Baafskathedraal, Gent,
- Aanbidding der herders, ca. 1465, Metropolitan Museum of Art, New York, 41.190.21
- Communie van de Apostelen, 1472-1474, Palazzo Ducale di Urbino, Galleria Nazionale delle Marche
- Portretten van beroemde mannen (28 stuks) voor de versiering van de bibliotheek van Federico da Montefeltro. Die portretten zouden gemaakt zijn in samenwerking met de Spaanse kunstschilder Pedro Berruguete. Veertien ervan worden bewaard in het Louvre, de andere in het Palazzo Ducale di Urbino, Galleria Nazionale delle Marche